# Watchtower (singolo)
Watchtower è il quinto singolo del rapper britannico Devlin, e il primo singolo estratto dal secondo album studio A Moving Picture (2012). La canzone vede la partecipazione del cantautore britannico Ed Sheeran ed è stata prodotta da Labrinth. Watchtower è stata pubblicata il 16 agosto 2012 ed è entrata nella Official Singles Chart il 26 agosto 2012 alla settima posizione - diventando il singolo entrato alla maggiore posizione per Devlin e il quinto che si è piazzato nella Top 10 per Sheeran. Il ritornello della canzone riprende All Along the Watchtower di Bob Dylan. La base strumentale è stata utilizzata nella colonna sonora di The Young Pope di Paolo Sorrentino.

## Video musicale
Il video musicale è stato caricato sul canale VEVO di devlin il 4 luglio 2012. È stato diretto da Corin Hardy.

## Tracce
Digital download
1. Watchtower (feat. Ed Sheeran) (Radio Edit) – 3:39
2. London City Part II – 2:52
3. My Moving Picture – 3:52
4. Watchtower (Instrumental) – 4:32

## Classifiche
| Classifica (2012)                    | Maggiore posizione |
| ------------------------------------ | ------------------ |
| Irlanda (IRMA)                       | 74                 |
| Scozia (Official Charts Company)     | 9                  |
| UK Dance (Official Charts Company)   | 3                  |
| UK Singles (Official Charts Company) | 7                  |